# تشارلي بلانتون
تشارلي بلانتون (بالإنجليزية: Charlie Blanton)‏ هو مهندس أمريكي، ولد في 29 ديسمبر 1935 في جافني في الولايات المتحدة.